# Андралойть, Максим Геннадьевич
Максим Геннадьевич Андралойть (бел. Максім Генадзевіч Андралойць; род. 17 июня 1997) — белорусский легкоатлет, специалист по многоборьям. Выступает за сборную Белоруссии по лёгкой атлетике с 2013 года, серебряный призёр чемпионата мира среди юниоров, обладатель бронзовой медали юниорского чемпионата Европы, участник ряда крупных международных стартов. Мастер спорта Республики Беларусь международного класса.

## Биография
Максим Андралойть родился 17 июня 1997 года.
Занимался лёгкой атлетикой в городе Островец в местной детско-юношеской спортивной школе, позже тренировался в Гродненском областном комплексном центре олимпийской подготовки, был подопечным тренера Н. Н. Кота. Выпускник Гродненского государственного университета.
Впервые заявил о себе в лёгкой атлетике на международном уровне в сезоне 2013 года, когда вошёл в состав белорусской национальной сборной и выступил на юношеском мировом первенстве в Донецке, где в программе восьмиборья стал четвёртым.
В 2015 году побывал на юниорском европейском первенстве в Эскильстуне, откуда привёз награду бронзового достоинства, выигранную в десятиборье — уступил здесь только чеху Яну Долежалу и норвежцу Карстену Вархольму.
В 2016 году на юниорском мировом первенстве в Быдгоще завоевал серебряную медаль в десятиборье, став вторым после немца Никласа Кауля. При этом установил юниорский национальный рекорд Белоруссии, набрав в сумме всех дисциплин 8046 очков.
В 2017 году на командном чемпионате Европы по легкоатлетическим многоборьям в Таллине занял седьмое и пятое места в личном и командном зачётах соответственно. Позже показал пятый результат на молодёжном европейском первенстве в Быдгоще. Будучи студентом, представлял страну на летней Универсиаде в Тайбэе — расположился в итоговом протоколе соревнований на четвёртой строке.
Благодаря череде удачных выступлений в 2018 году удостоился права защищать честь страны на чемпионате Европы в Берлине, однако сошёл здесь с дистанции в беге на 110 метров с барьерами и досрочно завершил выступление.
На чемпионате Белоруссии 2020 года в Минске с личным рекордом в 8100 очков стал вторым позади Виталия Жука.
В 2021 году стартовал на чемпионате Европы в помещении в Торуне.
За выдающиеся спортивные достижения удостоен почётного звания «Мастер спорта Республики Беларусь международного класса».

## Основные результаты
| Год  | Турнир                          | Место проведения    | Дисциплина  | Место | Результат  |
| ---- | ------------------------------- | ------------------- | ----------- | ----- | ---------- |
| 2013 | Чемпионат мира среди юношей     | Донецк, Украина     | восьмиборье | 4-е   | 6157 очков |
| 2015 | Чемпионат Европы среди юниоров  | Эскильстуна, Швеция | десятиборье | 3     | 7717 очков |
| 2016 | Чемпионат мира среди юниоров    | Быдгощ, Польша      | десятиборье | 2     | 8046 очков |
| 2017 | Чемпионат Европы среди молодёжи | Быдгощ, Польша      | десятиборье | 5-е   | 7858 очков |
| 2017 | Летняя Универсиада              | Тайбэй, Тайвань     | десятиборье | 4-е   | 7472 очков |
| 2018 | Чемпионат Европы                | Берлин, Германия    | десятиборье | DNF   | DNF        |
| 2021 | Чемпионат Европы в помещении    | Торунь, Польша      | семиборье   | DNF   | DNF        |
| 2024 | Игры БРИКС                      | Казань, Россия      | десятиборье | 2     | 8279 очков |